# One (U2)
One je treća pjesma irskog sastava U2 s albuma Achtung Baby iz 1991. a izdana je i kao singl u ožujku 1992.
Postoje različita tumačenja što pjesma želi reći. Postala je simbol oboljelih od AIDS-a, pošto je zarada od prodaje singla išla za istraživanje AIDS-a. Na omotu je sliku bizona stavio David Wojnarowicz; homoseksualni umjetnik i fotograf koji je umro od posljedica AIDS-a.
Postoje tri glazbena videa za pjesmu One. Prvi je u Berlinu snimio Anton Corbijn. Ovdje sastav nastupa na drag showu. Sin (Bono) pjeva i priznaje svom ocu da je HIV-positivan. Sastav se voza u trabantima, koji označavaju zabavne stvari ali i pad istočnog bloka. Pošto se cijeli video lako mogao pogrešno protumačiti zbog kombinacije AIDS-a i homoseksualaca, U2 odlučuje napraviti novi video. Na njemu se vide bizoni koji trče u usporenoj snimci, s ubačenim slikama cvijeća i rječju One na različitim jezicima. Članovi sastava su također naknadno ubačeni u video. Video je primljen s oprečnim stavovima i nije se mogao često vidjeti na MTV-u. Da pjesma ne bi u potpunosti nestala s TV-a napravljen je i treći video. U ovom videu Bono sjedi u baru, pije pivo i puši. Ženski model je ubačen u video a svjetlost i kut pod kojima su kamere snimale su kritizirani jer je to više ličilo na reklamu za pivo.
Ovaj video je komercijalno najbolje prošao i bio je popularan među obožavateljima. U njemu se jasno vidi da se radi o muško-ženskoj vezi.
Neke osobe su puštale pjesmu One na svojim vjenčanjima, što je izazivalo čuđenje kod Bone i The Edga, koji su više puta naglasili da to nije ta vrsta pjesme. The Edge je objašnjavao da za njega pjesma označava razdvajanje, što i ne čudi jer je sastav bio blizu raspada kada se pjesma One "rodila". 
Johnny Cash i Joe Cocker su između ostalih napravili cover verzije pjesme One. U2 je napravio novu verziju u duetu s Mary J. Blige na albumu The Breakthrough iz 2005.